# Vammala
Vammala este o fostă comună din Finlanda.